# Anton Nilsson (friidrottare)
Antonius (Anton) Abraham Nilsson, född 26 november 1887 i Jakob och Johannes församling i Stockholm, död 22 september 1962 i Sankt Görans församling i Stockholm, var en svensk medeldistanslöpare. Han tävlade för Fredrikshofs IF och vann SM på 1 500 meter 1908 samt var svensk rekordhållare på 3 engelska mil. Nilsson är begravd på Norra begravningsplatsen utanför Stockholm.